# Porilainen

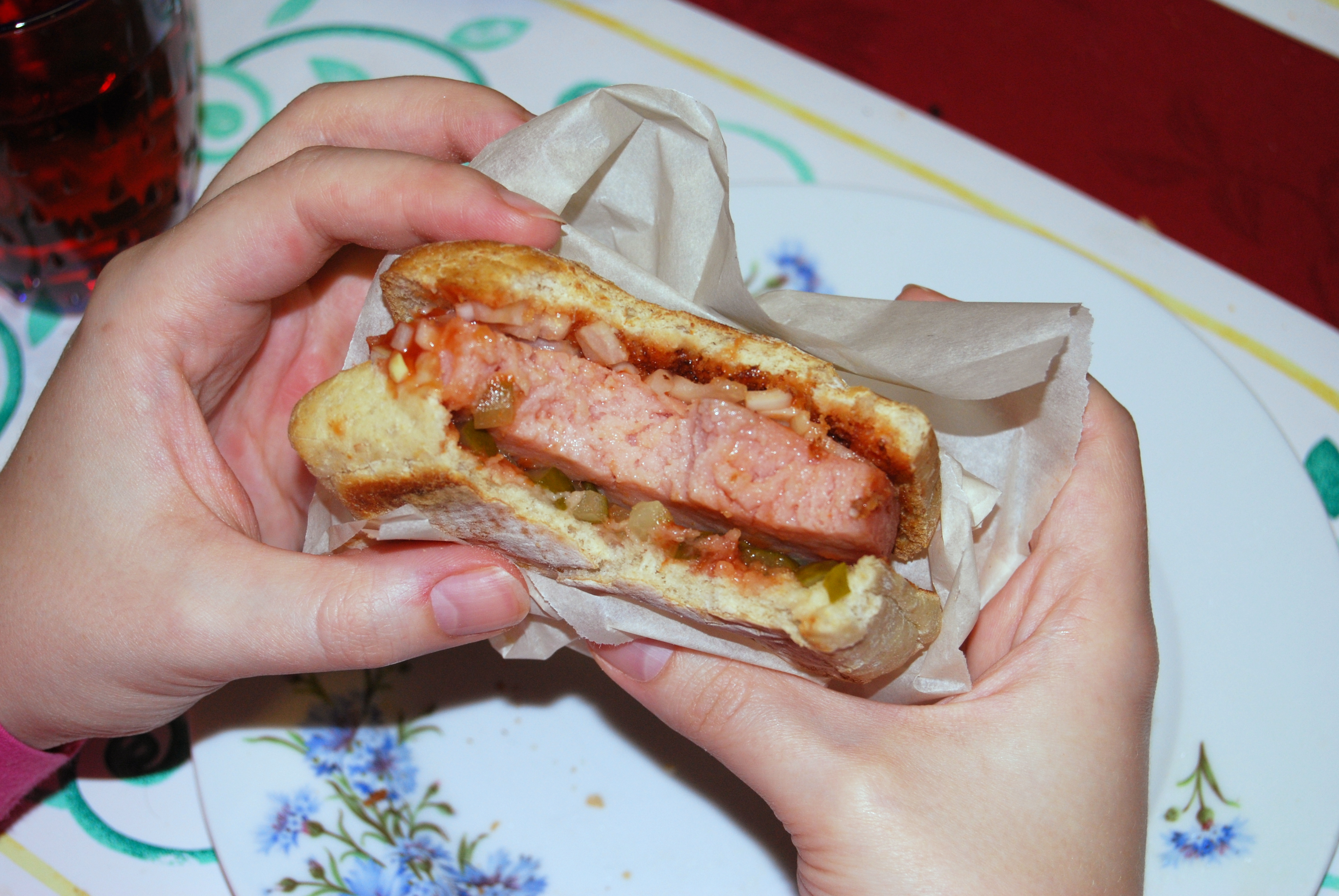
Porilainen.

Porilainen  (también hamburguesa pori) es un tipo de sandwich típico en Finlandia que se puede encontrar en los puestos de comida ambulante. Se elabora con pan y una rodaja de salchicha (salchicha denominada: Korpelan Metsästäjänwurst). Junto con la salchicha se añade cebolla picada, pepinillos encurtidos, ketchup, salsa mostaza y en algunos casos mayonesa. El porilainen recuerda de alguna forma a una mezcla entre una hamburguesa y un hotdog.